# Baltzar von Platen (1898–1984)

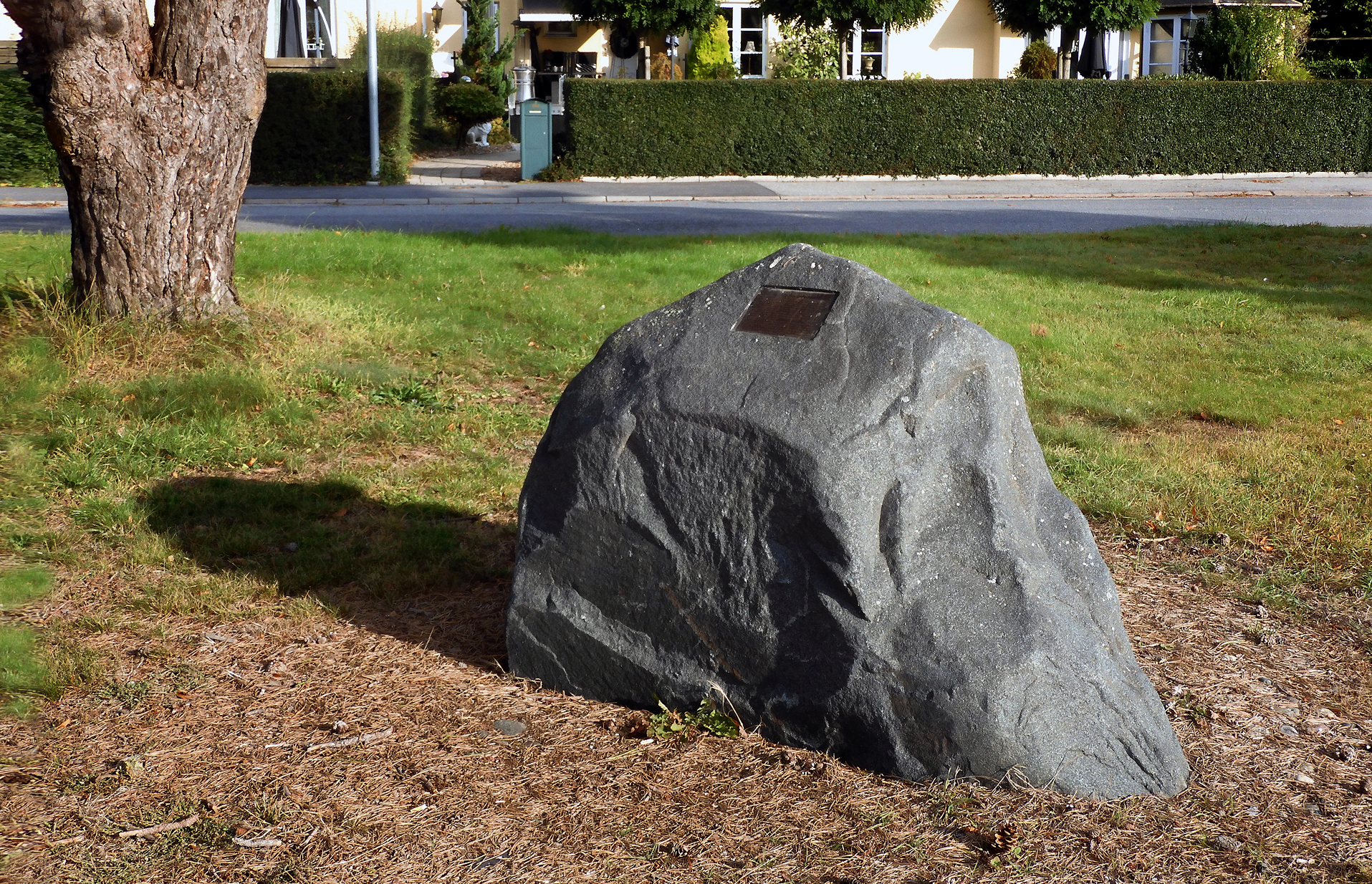
Minnessten vid von Platens plats i Ystad, cirka 100 meter från Villa von Platen

Baltzar von Platen, född 24 februari 1898 i Malmö, död 29 april 1984 i Ystad, var en svensk uppfinnare.

## Härkomst
Baltzar von Platen var son till kronofogden Philip Ludvig von Platen och Eva Hedvig Ingeborg Ehrenborg. Ätten von Platen kommer från Tyskland, invandrade till Sverige och erhöll i Sverige bekräftelse på sitt utländska adelskap men den gren som Baltzar von Platen tillhörde är inte introducerad.

## Uppfinningar

### Absorptionskylaggregat

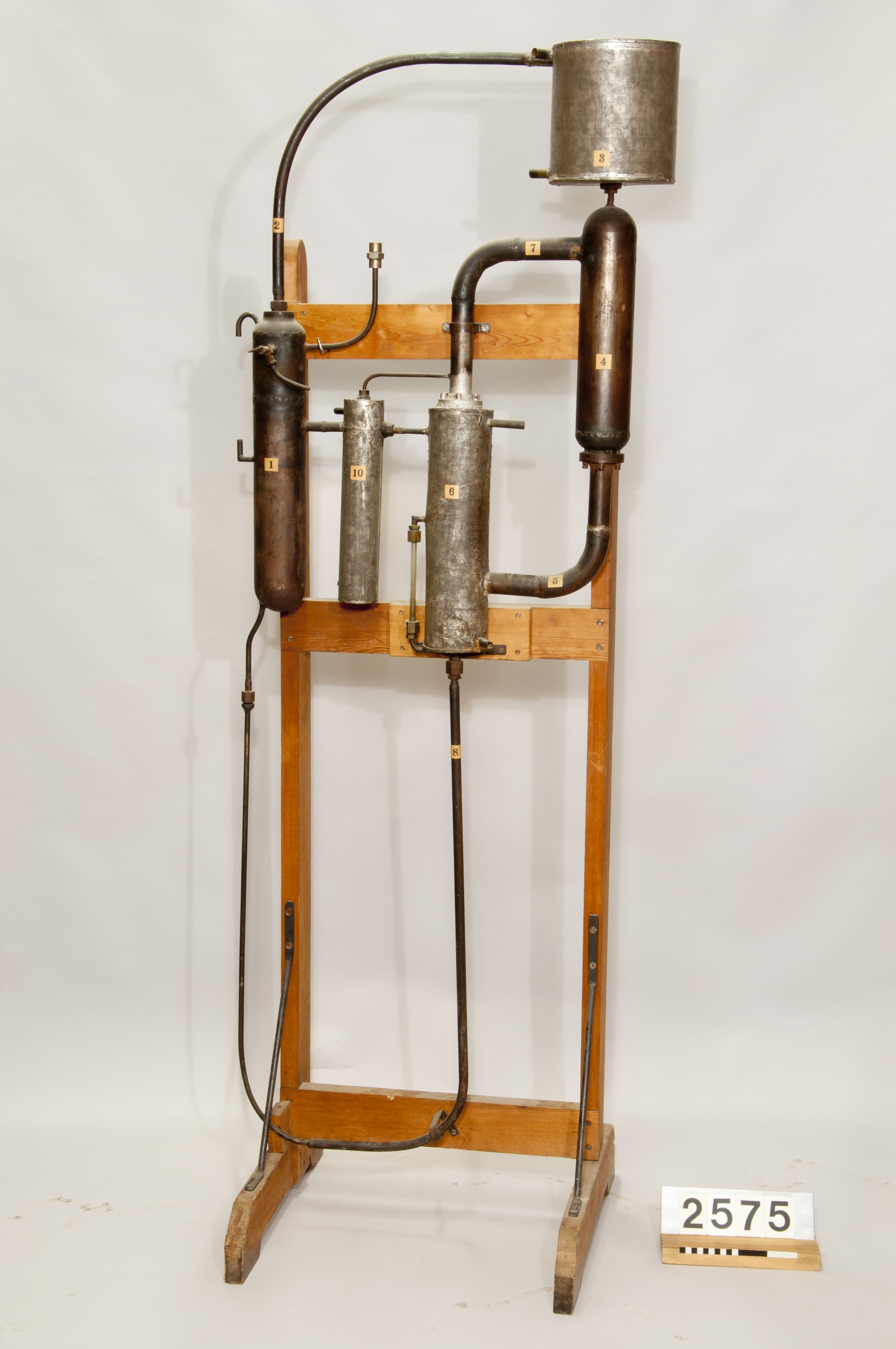
Prototypen till von Platen-Munters absorptionskylaggregat från 1922.

När Baltzar von Platen utexaminerades 1922 från Kungliga Tekniska högskolan, hade han redan studerat matematik, fysik, och astronomi vid Lunds universitet. Sitt examensarbete på KTH gjorde han tillsammans med Carl Munters då de 1918 uppfann ett nytt kylsystem enligt absorptionsprincipen. Uppfinningen patenterades år 1922 som patent nr 57398. Licensrättigheterna till uppfinningen köptes 1923 av AB Arctic, som i sin tur köptes av Electrolux 1925. Tekniken kom därför att användas i Electrolux kylskåp och bidrog till en snabb expansion av företaget.

### Glesumsystemet
Glesumsystemet utvecklades från 1927 och en bit in på 1930-talet och syftade till att generera högspänd likström.

### Övriga
von Platen lade också grunden till tekniken som kom att leda till att Erik Lundblad på Asea i Stockholm lyckades framställa världens första konstgjorda diamant 1953. Han uppfann även en termostat till vattenburna element, där en gummibussning påverkar en stav som reglerar flödet av varmvatten, samt en destillationsmetod för vattenrening.

## Evighetsmaskin
I en svensk patentansökan ingiven 5 oktober 1973 om "Förfarande för genomförande av en termodynamisk cirkelprocess", och beskriven i Svenska Dagbladet 25 mars 1975, hävdade Baltzar von Platen att det kunde vara möjligt att driva en perpetuum mobile av andra ordningen, en evighetsmaskin i form av en värmemotor som tar värme från och kyls av samma medium. En sådan maskin kan enligt termodynamikens andra huvudsats inte existera, men von Platen menade att andra huvudsatsen möjligen inte var helt allmängiltig. För att pröva hypotesen ville von Platen bygga en prototyp. Bygget, som aldrig genomfördes, beräknades kosta cirka 40 miljoner kronor i den tidens penningvärde. Något svenskt patent beviljades inte.

## Utmärkelser
Baltzar von Platen och Carl Munters erhöll 1925 Polhemspriset för sitt arbete Om alstring av kyla. Platen fick Adelsköldsmedaljen i guld 1940. 1974 tilldelades Baltzar von Platen och Carl Munters Ingenjörsvetenskapsakademiens stora guldmedalj "för deras mer än femtioåriga verksamhet som uppfinnare och nyskapare av industriella produkter".